# Chaîne pyrotechnique
Une chaîne pyrotechnique est un ensemble d'éléments pyrotechniques. Le terme peut être utilisé dans différents domaines.

## Définition astronautique
En astronautique, une chaîne pyrotechnique est un ensemble d'éléments pyrotechniques se commandant les uns les autres.
Par extension, ces termes désignent aussi une chaîne comportant un ou plusieurs éléments pyrotechniques.
Le terme correspondant en anglais est pyrotechnic chain.

## Définition militaire
Dans le domaine militaire, une chaîne pyrotechnique se compose d'un système d'allumage, d'un système de transfert du feu et finalement d'une charge explosive.
La chaîne pyrotechnique simple se compose de quatre éléments :
- un allumeur, appelé « allumeur de mèche lente » (boutefeu), qui produit le feu (flamme) par frottement mécanique manuel vers,
- une mèche (mèche lente) ou une composition retardatrice qui transmet le feu généré par ce boutefeu vers,
- un détonateur pyrotechnique (« deto pyro ») qui explose et transmet par contact la détonation à,
- une charge principale.